# アレン・オバンド
アレン・アルダイール・オバンド・アジョビ (Allen Aldair Obando Ayoví , 2006年6月13日 - )は、エクアドル・キト出身のサッカー選手。MLS・インテル・マイアミCF所属。エクアドル代表。ポジションはFW。

## クラブ経歴

### バルセロナSC
5歳の時にサッカーを始め、11歳の時にバルセロナSCに入団。2022年8月に16歳でトップチームに昇格。8日のムシュク・ルナSC戦でプロデビュー。2023年9月25日のデポルティーボ・クエンカ戦では、後半25分にプロ初ゴールを記録。更に同年10月には、イギリスの有力紙ガーディアンが毎年発表する恒例企画ネクスト・ジェネレーションの2023年度版の一人にも選出された。

### インテル・マイアミ
2025年3月26日、MLSのインテル・マイアミCFに1年間の期限付き移籍で加入した。4月6日、トロントFC戦（1-1）で元ウルグアイ代表のルイス・スアレスとの交代でデビューを果たした。

## 代表歴
2023年にU-17のエクアドル代表に招集されると、2024年にはパリオリンピックの代表出場国を決める2024年CONMEBOLプレオリンピック大会のU-23代表でもプレー。更に同年3月にはフル代表にも選出。22日のグアテマラ戦でA代表デビューを果たした。
2025年には2025 南米ユース選手権に挑むU-20エクアドル代表のメンバーに選ばれ、U-20ボリビア戦（2-1）とU-20ブラジル戦（2-3）で得点を挙げた。

## 個人成績

### クラブでの成績
2025年4月20日現在
| クラブ                    | シーズン       | リーグ戦       | リーグ戦 | リーグ戦 | カップ戦 | カップ戦 | 国際大会 | 国際大会 | 通算 | 通算 |
| クラブ                    | シーズン       | ディビジョン   | 出場     | 得点     | 出場     | 得点     | 出場     | 得点     | 出場 | 得点 |
| ------------------------- | -------------- | -------------- | -------- | -------- | -------- | -------- | -------- | -------- | ---- | ---- |
| バルセロナ                | 2022           | セリエA        | 2        | 0        | —        | —        | —        | —        | 2    | 0    |
| バルセロナ                | 2023           | セリエA        | 6        | 1        | —        | —        | —        | —        | 6    | 1    |
| バルセロナ                | 2024           | セリエA        | 13       | 3        | —        | —        | 2        | 0        | 15   | 3    |
| バルセロナ                | クラブ通算     | クラブ通算     | 21       | 4        | —        | —        | 2        | 0        | 23   | 4    |
| インテル・マイアミ (loan) | 2025           | MLS            | 1        | 0        |          |          |          |          | 1    | 0    |
| インテル・マイアミ (loan) | クラブ通算     | クラブ通算     | 1        | 0        |          |          |          |          | 1    | 0    |
| キャリア総通算            | キャリア総通算 | キャリア総通算 | 22       | 4        | 0        | 0        | 2        | 0        | 24   | 4    |

1. ↑  コパ・リベルタドーレス

### 代表での成績
2025年4月20日現在
| エクアドル代表 | 国際Aマッチ | 国際Aマッチ |
| 年             | 出場        | 得点        |
| -------------- | ----------- | ----------- |
| 2024           | 2           | 0           |
| 通算           | 2           | 0           |